# باردزدیل (کالیفرنیا)
باردزدیل (به انگلیسی: Bardsdale) یک منطقهٔ مسکونی در ایالات متحده آمریکا است که در شهرستان ونتورا، کالیفرنیا واقع شده‌است. باردزدیل ۱۳۱ متر بالاتر از سطح دریا واقع شده‌است.